# Kai Vorberg
Kai Vorberg (* 20. Oktober 1981 in Köln) ist ein ehemaliger deutscher Voltigierer. Er ist jeweils zweifacher Welt- und Europameister sowie achtfacher Deutscher Meister im Herren-Einzel. Vorberg gilt als einer der erfolgreichsten Voltigierer. 2012 verabschiedete er sich vom aktiven Voltigiersport. Seit 2023 ist er der Bundestrainer der deutschen Voltigierer.

## Werdegang
Nach anfänglichen Versuchen einer Karriere als Tennisspieler und Dressurreiter entschied sich Vorberg mit elf Jahren dazu, Voltigierer zu werden, als er bei den Deutschen Voltigiermeisterschaften von 1992 die Weltmeister Barbara Strobel und Christoph Lensing sah. Zwischen 1995 und 1999 startete er in der Voltigiergruppe JRG Köln, mit der er zwei Silbermedaillen bei Deutschen Meisterschaften und eine Bronzemedaille bei den Europameisterschaften in Nitra gewann. Ab 1997 startete Vorberg im Herren-Einzel und hat seitdem an allen Championaten (WM, EM, WEG) teilgenommen.
Nach dem Abitur 2001 absolvierte Vorberg seine Grundausbildung bei der Bundeswehr und gehörte zwischen Januar 2002 und Oktober 2003 der Sportförderung Warendorf an. 2008 schloss er erfolgreich seine Bereiterlehre ab, die er in Neu-Anspach absolviert hatte. Vorberg studiert heute Sportmanagement in Remagen und ist als Cheftrainer Voltigieren bei der Jugendreitergruppe Köln tätig.
Im Herbst 2010 erlitt Vorberg einen großen Bandscheibenvorfall, wurde operiert und begann anschließend mit der Rehabilitation. Alle weiteren sportlichen Auftritte, so beim FEI-Weltcup Voltigieren, für den er Ideengeber war, wurden zunächst abgesagt.
Ende März 2012 schloss er seine Prüfung zum Pferdewirtschaftsmeister ab. Ab Mai 2012 war er als Nachwuchsführungskraft bei der Deutschen Reiterlichen Vereinigung tätig. Er unterstützte die Voltigier-Bundestrainerin Ulla Ramge. Beim CHIO Aachen 2016 wurde ihm der Titel Voltigiermeister verliehen. 2023 übernahm er das Amt des Bundestrainers von Ramge.
Beim CVIO im Rahmen des CHIO Aachen 2012 verabschiedete sich Vorberg vom aktiven Voltigiersport. Dennoch bleibt Vorberg dem Pferdesport treu und ist weiterhin als Longenführer für andere Voltigierer tätig. Zudem tritt mit seinem ehemaligen Voltigierpferd Sir Bernhard  bei regionalen Dressurprüfungen an.
Vorberg studierte zudem an der Deutschen Sporthochschule Köln.
Für seine sportlichen Erfolge wurde er 2008 mit dem Silbernen Lorbeerblatt ausgezeichnet.

## Erfolge
Kai Vorberg hat folgende Siege und Platzierungen errungen, wenn nicht anders vermerkt in der Einzelwertung. Er war außerdem über drei Jahre lang Führender in der Weltrangliste.
- Weltmeisterschaften
  - Gold: 2004, 2006
  - Silber: 2008, 2010
  - 5. Platz: 1998, 2002

- Europameisterschaften
  - Gold: 2005, 2007
  - Silber: 1997, 1999, 2001, 2009
  - Bronze: 1999 (Team), 2003

- Deutsche Meisterschaften
  - Gold: 2001, 2003, 2004, 2005, 2006, 2008, 2009, 2010 (Team)[7], 2010[8]
  - Bronze: 2002

- Siege bei internationalen Turnieren (CVI)
  - 2005: Saumur (FRA); Stadl-Paura (AUT); Bern (SUI)
  - 2006: Stadl-Paura (AUT); München (GER)
  - 2007: Saumur (FRA); Stadl-Paura (AUT); Brno (CZE); Aachen (GER)
  - 2008: Aachen (GER); Versailles (FRA); Saumur (FRA)
  - 2009: Stadl-Paura (AUT); Aachen (GER); Salzburg (AUT); Kiel (GER)
  - 2010: Ermelo (NED); Wiesbaden (GER); Neeroeteren (BEL)

- Sieger der Stuttgart German Masters 2002, 2004 und 2005 im Team mit Nicola Ströh